# Um Copo de Cólera (livro)
Um Copo de Cólera é uma novela escrita por Raduan Nassar em 1970, mas publicada apenas em 1978. O personagem principal de Um copo de cólera narra o que acontece numa manhã qualquer, depois de uma noite de amor, quando a aparente harmonia entre ele e sua parceira se rompe de repente. A novela foi muito elogiada pela crítica sendo considerada um clássico contemporâneo e venceu o prêmio de ficção da APCA.
Diferentemente do primeiro romance de Nassar, Lavoura Arcaica, em que o registro pende para o erudito, o profético e o arcaico, a linguagem desta novela é moderna e nervosa, cheia de gírias. Ainda assim, mantém os longos períodos e a recriação de uma oralidade expressiva, que se aproxima do poético como Lavoura Arcaica.
Foi adaptado para o cinema em 1999, no filme homônimo de Aluizio Abranches.
Personagens
• Narrador, personagem-protagonista da parte um à parte seis.
•Narradora, personagem-protagonista da parte sete.
•Dona Maria.
•Seu Antônio.
•Bingo, cachorro do narrador.